# Rychle a srstnatě
Rychle a srstnatě (v anglickém originále The Fat and the Furriest) je 5. díl 15. řady (celkem 318.) amerického animovaného seriálu Simpsonovi. Scénář napsal Joel H. Cohen a díl režíroval Matthew Nastuk. V USA měl premiéru dne 30. listopadu 2003 na stanici Fox Broadcasting Company a v Česku byl poprvé vysílán 7. října 2006 na stanici ČT2.

## Děj
Homer jde do Sprawl-Martu a koupí Marge ke Dni matek „Kuchyňský karneval“, stroj, který obsahuje výrobník cukrové vaty, káď s tekutým karamelem a fritézu. Nakonec z něj Homer vyrobí obří kouli smažené cukrové vaty s karamelem. Když je příliš špinavá a nepoživatelná, Marge mu nařídí, aby ji odvezl na skládku. Tam se setká s velkým medvědem grizzlym, před kterým se schová. Medvěd nakonec odejde, aniž by zaútočil. Incident se stane známým díky nedalekému lovci s kamerou. 
Z Homera se stane nervová troska, má halucinace a vidí medvědy, jako jsou Medvídek Pú, Paddington, Medvídek Šmoula, Medvídci z Chicaga a „medvěd na jednotce intenzivní péče“. Aby toho nebylo málo, ve zprávách se objeví lovcova nahrávka a Homerovi se mnozí posmívají. Homer si najme lovce jménem Grant, aby mu pomohl se zvířetem konfrontovat, a vyrobí si téměř nepoužitelné brnění: navzdory Marginým námitkám se k němu přidají Bart, Lenny a Carl, kteří se vydávají na výpravu. 
Všichni čtyři se utáboří v lese. Protože je Homerovi v jeho podomácku vyrobené brnění teplo, nakonec si jej sundá a vykoupe se v potoce, kde ho opět napadne medvěd. Zatímco Bart, Lenny a Carl tančí u rádia a nevěnují mu pozornost, medvěd odtáhne Homera do své jeskyně. Homer se rozhodne zemřít tváří v tvář medvědovi jako člověk, ale později zjistí, že medvěd je jen rozzlobený a nepřátelský kvůli bolestivému elektrickému bodci, který Grant připevnil k medvědovu uchu. Aby se o tom přesvědčil, Homer medvědovi přívěsek sundá a vyzkouší ho na sobě, což mu způsobuje velkou bolest, než si ho sundá. Díky tomu, že je medvěd zbaven elektrického přívěsku, začne být přátelský, olízne Homera a jako poděkování ho obejme. 
Homer se tak spřátelí s medvědem. Mezitím Marge a Líza zjistily, že Homer, Bart a brnění zmizeli, a Marge najme Granta, aby jí pomohl Homera vypátrat, ačkoli Líza nesouhlasí s Grantovými metodami, jak medvěda zneškodnit. Homer se rozhodne odvést medvěda do nedaleké přírodní rezervace, ale cestou jsou napadeni Grantem a dalšími lovci. Aby Homer zajistil medvědovo přežití, oblékne ho do podomácku vyrobeného brnění, které překvapivě odolá střelbě a umožní medvědovi dostat se do přírodní rezervace, kde ho vzápětí napadne slon Stampy, ale medvěd se mu ubrání. Celá rodina poté prohlásí, že je na Homera hrdá za jeho snahu zachránit medvěda před lovci, na což on odpoví, že miluje přírodu.

## Přijetí
Ve Spojených státech díl během premiéry sledovalo 11,7 milionu diváků.
Colin Jacobson z DVD Movie Guide uvedl, že díl „přichází s docela pitomým konceptem, protože jeho portrét Homera jako zbabělce, protože se bojí grizzlyho, nedává moc smysl; seriál by to měl hrát více na ironii, než to dělá. Nedočkáme se ani přílišného využití podivného námětu, takže díl pokračuje v propadu, který začal s obtěžováním anglické královny.“
Server Simbasible označil epizodu za „tak směšný a hloupý díl, že je na tento seriál příliš kreslený a dětinský“.